# Lamina minor
Lamina minor är en spindelart som beskrevs av Forster 1970. Lamina minor ingår i släktet Lamina och familjen Desidae. Inga underarter finns listade i Catalogue of Life.